# Lin Weining
Lin Weining (chinesisch 林伟宁, Pinyin Lín Wěiníng, * 15. März 1979 in Changyi, Shandong) ist eine chinesische Gewichtheberin.

## Werdegang
Lin Weining stammt aus der Stadt Changyi in der chinesischen Provinz Shandong. Sie begann 1992 an einer Sportschule in ihrer Heimatstadt mit dem Gewichtheben. 1996 erreichte sie die Qualifikation für die Provinzmannschaft von Shandong und kurz darauf die für die chinesische Nationalmannschaft. 1996 steht sie in der Weltrangliste in der Klasse bis 70 kg Körpergewicht mit 222,5 kg auf einem guten Mittelplatz. 1999 erzielte sie ihre ersten Weltrekorde, denen noch mehrere folgen sollten. Ihr größter Erfolg war der Gewinn der olympischen Goldmedaille in der Klasse bis 69 kg Körpergewicht im Jahr 2000 in Sydney. Danach trat sie vom aktiven Sport zurück und studierte Sportwissenschaften an der Universität von Shandong.

## Erfolge/Mehrkampf
(OS = Olympische Spiele, WM = Weltmeisterschaft, KG = Körpergewicht)
- 1996, 2. Platz, Chines. Meistersch., bis 70 kg, mit 222,5 kg, hinter Tang Weifang, 227,5 kg;
- 1998, 1. Platz, Chines, Meistersch., bis 69 kg KG, mit 252,5 kg;
- 1999, 1. Platz, Jun.-WM in Savannah/USA, bis 69 kg, mit 242,5 kg, vor Pawina Thongsuk, Thailand, 225 kg und Olga Obrezkowa, Russland, 207,5 kg;
- 1999, 1. Platz, Asien-Meisterschaft in Wuhan, bis 69 kg, mit 252,5 kg;
- 2000, 1. Platz, Chines. Meistersch., bis 69 kg, mit 252,5 kg;
- 2000, 1. Platz, Studenten-WM in Montreal, bis 69 kg, mit 242,5 kg;
- 2000, Goldmedaille, OS in Sydney, bis 69 kg, mit 242,5 kg, vor Erszebet Markus, Ungarn, 242,5 kg und Karnam Malleswari, Indien, 240 kg

## Weltrekorde
(alle in der Klasse bis 69 kg KG aufgestellt)
- 247,5 kg, 1998 im Zweikampf,
- 252,5 kg, 1998 im Zweikampf,
- 137,5 kg, 1999 im Stoßen,
- 138,5 kg, 1999 im Stoßen,
- 142,5 kg, 1999 im Stoßen

| Personendaten    | Personendaten              |
| ---------------- | -------------------------- |
| NAME             | Lin Weining                |
| ALTERNATIVNAMEN  | 林伟宁; Lín Wěiníng        |
| KURZBESCHREIBUNG | chinesische Gewichtheberin |
| GEBURTSDATUM     | 15. März 1979              |
| GEBURTSORT       | Changyi, Shandong, China   |